# Мартинюк Олександр Андрійович
Олександр Андрійович Мартинюк (нар. 25 листопада 2001, с. Тараканів, Рівненська область, Україна) — український футболіст, лівий захисник харківського «Металіста 1925». Гравець національної збірної України. Учасник Олімпійських ігор 2024 у складі олімпійської збірної України.

## Життєпис
У ДЮФЛУ та юнацькому чемпіонаті Волинської області виступав за команду БРВ-ВІК (Володимир-Волинський). Дорослу футбольну кар'єру розпочав у сезоні 2017/18 років у чемпіонаті Волинської області в складі БРВ-ВІК. З 2018 по 2020 роки захищав кольори «Волині» U-19.
Починаючи з сезону 2019/20 тренувався разом з першою командою «Волині». У складі луцького клубу дебютував 27 серпня 2019 року в переможному (1:1, 5:4 у серії післяматчевих пенальті) виїзному поєдинку 2-го раунду кубку України проти хмельницького «Поділля». Олександр вийшов на поле в стартовому складі, а на 68-й хвилині його замінив Станіслав Кристін. У Першій лізі України дебютував 25 червня 2020 року в програному (2:5) виїзному поєдинку 20-го туру проти одеського «Чорноморця». Мартинюк вийшов на поле в стартовому складі, а на 78-ій хвилині його замінили на Ярослава Конкольняка. У першій половині сезону 2020/21 років провів 7 поєдинків за «Волинь-2» у Другій лізі України.
22 червня 2025 року став гравцем «Металіста 1925», уклавши з харківським клубом контракт на 3 роки з можливістю пролонгації ще на рік.

## Досягнення
- Срібний призер Прем'єр-ліги України: 2024/25

## Статистика

### Матчі за збірну
Станом на 10 червня 2025 року
| Дата       | Місто   | Господарі     | Результат | Гості   | Турнір           | Голи | Примітки |
| ---------- | ------- | ------------- | --------- | ------- | ---------------- | ---- | -------- |
| 10-06-2025 | Торонто | Нова Зеландія | 1 – 2     | Україна | товариський матч | -    | 66'      |
| Усього     |         | Матчів        | 1         |         | Голів            | 0    |          |